# Ácido 2-etilbutírico
Ácido 2-etilbutírico,ácido dietilacético ou ácido 2-etilbutanoico é o composto orgânico de fórmula C6H12O2, fórmula linear (C2H5)2CHCO2H, SMILES CCC(CC)C(=O)O e massa molecular 116,16. É um líquido incolor com um odor medianamente rançoso. É corrosivo, venenoso e causa queimaduras na pele e olhos. Apresenta ponto de fusão −16 - −13 °C, ponto de ebulição 99-101 °C a 18 mmHg, densidade 0,92 g/mL a 25 °C, ponto de fulgor 190 °F e solubilidade em água 18 g/L a 20 ºC. É classificado com o número CAS 88-09-5 e CBNumber CB8436250.